# Leyla Espinoza
Leyla Shuken Espinoza Calvache (sinh ngày 15 tháng 5 năm 1996) là một người mẫu kiêm người đẹp người Ecuador đã đăng quang Hoa hậu Ecuador 2020. Cô sẽ đại diện cho Ecuador tại cuộc thi Hoa hậu Hoàn vũ 2020.

## Sự nghiệp

### Miss Ecuador 2020
Vào ngày 17 tháng 10 năm 2020, Espinoza đại diện cho Los Ríos tại Hoa hậu Ecuador 2020 và đăng quang ngôi vị chiến thắng.

### Miss Universe 2020
Cô sẽ đại diện cho Ecuador tại Hoa hậu Hoàn vũ 2020.